# Miles M.2 Hawk
 (octobre 2015).
Le contenu est difficilement compréhensible vu les erreurs de traduction, qui sont peut-être dues à l'utilisation d'un logiciel de traduction automatique.

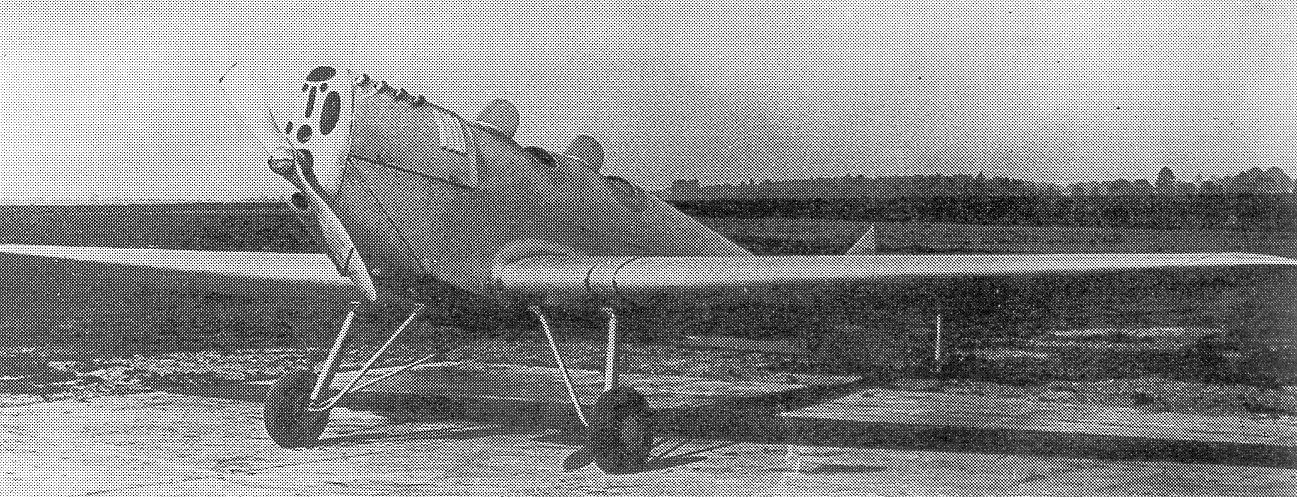
Miles Hawk

Le Miles M.2 Hawk était un monoplan léger britannique, deux places, construit par Miles Aircraft Limited (en).

## Conception et développement
Le Hawk fut étudié par F.G. Miles en 1933. Inhabituel à l'époque le Hawk était un monoplan aile basse cantilever avec des ailes prévues pour être pliées. Il avait un cockpit ouvert à deux places en tandem. Le prototype était motorisé avec un ADC Cirrus IIIA de 95 ch fabriqué par Philips and Powis Limited (maintenant Miles Aircraft) à Woodley Aerodrome. Le premier vol eut lieu le 29 mars 1933. L'avion se vendit bien pour l'époque au prix de 395 £ et l'avantage du monoplan. Un nombre important de versions furent construites dont une avec cabine fermée (M.2A), monoplace longue portée (M.2B) et trois places pour joy riding (M.2D). En 1934, à cause du manque de moteur Cirrus une version améliorée fut sortie : le Miles Hawk Major.

## Variantes
M.2
De production biplace avec moteur de 95 hp A.D.C. Cirrus IIIA (en).
M.2A
Version à cabine motorisé par un de Havilland Gipsy III (en), 1 construit.
M.2B
Monoplace longue distance moteur A.D.C Cirrus Hermes IV (en), 1 construit.
M.2C
Remotorisé avec un 120 hp de Havilland Gipsy III (en), 1 construit.
M.2D
Version trois places avec moteur A.D.C. Cirrus IIIA (en) 95 ch, six construits.

## Operateurs

### Militaires
Australie
- Royal Australian Air Force - Two aircraft

 Nouvelle-Zélande
- Royal New Zealand Air Force

 South Africa
- South African Air Force

## Voir Aussi

### Développement lié
- Miles M.2 Hawk Major

### Aéronefs comparables
- González Gil-Pazó GP-1 (en)